# إبراهيم لطفي
إبراهيم لطفي ،مخرج وكاتب سيناريو مصري، ولد عام 1932.

## تعليمة
حصل على ليسانس الآداب قسم التاريخ في جامعة القاهرة عام 1953. وقد سافر إلى الولايات المتحدة الأمريكية ليدرس الإخراج هناك.

## حياتة
ثم عاد ليعمل مساعد مخرج في العديد من الأعمال، ثم سافر إلى أسبانيا لدراسة السينما بمدريد، ليعود مرة أخرى إلى مصر عام 1962.
ويلتحق بالتلفزيون المصري. وقد أخرج العديد من الأفلام التسجيلية. ومن أشهر أفلامه (لصوص لكن ظرفاء) عام 1971.

## أعمالة السينمائية
أخرج العديد من الأفلام ومن أشهرها
- نحن الرجال طيبون 1971 - فيلم مخرج
- لصوص لكن ظرفاء 1968 - فيلم مخرج
- انتقام فيلم - قصير
- وقام بتاليف فيلم لصوص لكن ظرفاء 1968.